# 토피카 바에발루 팔라니

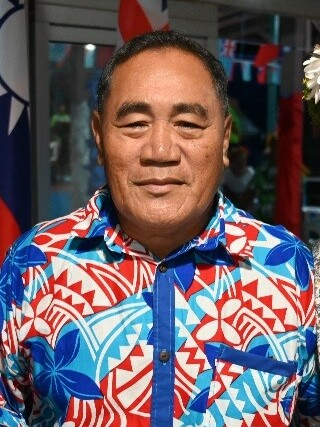
2021년 모습

토피카 바에발루 팔라니 경(Sir Tofiga Vaevalu Falani GCMG MBE)은 투발루의 종교 목사로 2021년부터 투발루의 총독, 2008년부터 투발루 교회의 회장을 역임했다. 교회 회장으로서 2009년과 2011년 세계 교회 협의회 위원회의 여러 회의에서 교회를 대표했다.